# Antônio Carlos Villaça
Antonio Carlos Villaça (Rio de Janeiro, 31 de agosto de 1928 — 29 de maio de 2005) foi um escritor, jornalista, conferencista e tradutor, reconhecido como um dos mais importantes memorialistas em sua área no Brasil. Recebeu em 2001, pelo conjunto de sua obra, o Prêmio Machado de Assis, concedido pela Academia Brasileira de Letras.

## Biografia
Antonio Carlos Villaça (nome completo: Antonio Carlos Rocha Villaça) nasceu no Rio de Janeiro em 31 de agosto de 1928, filho de Joaquim Ortigão Villaça e Dora Rocha Villaça. Cursou o primário e ginásio no Colégio Tijuca Uruguai, na rua Conde de Bonfim, e o clássico no Instituto Lafayette (1937-1946). Cursou dois anos de Direito (1947-1948) na PUC, ainda na Rua São Clemente. Aos dezesseis anos, em abril de 1945, estreou como autor publicando o ensaio Perfil de um Estadista da República, sobre o Barão do Rio Branco, que lhe valeu a Medalha Rio Branco do Ministério das Relações Exteriores (1946). Tentou a vida monástica no Mosteiro de São Bento, no Rio de Janeiro, em 1949, mas no ano seguinte saiu de lá. No mosteiro leria livros e mais livros de espiritualidade beneditina, patrística e de história do monaquismo. Acabou indo para o Convento dos Dominicanos em São Paulo (Ruas Cauibi, 126 – Perdizes) onde viveu um ano (1951-1952). Cursou um ano de Filosofia no Seminário São José do Rio de Janeiro (1953). Em 1954 lançou-se na vida literária no Rio, colaborando em vários órgãos da imprensa, entres o Diário de Notícias, Correio da Manhã, Tribuna da Imprensa, O Jornal e Jornal do Brasil. Neste último, manteve uma coluna diária sobre assuntos religiosos de 1958 a 1961. Conferencista, viajou pelo Brasil todo, de Rio Branco a Porto Alegre. Viajou pelos Estados Unidos e Canadá em 1957. "Eu estava muito leve, muito moço, andava muito por aquilo tudo. Queria conhecer, queria ver gente, queria ler, queria ir a cinema, ir a teatro, estava muito disponível, muito livre." Visitou Jacques Maritain, em Princeton, e Thomas Merton, na Abadia Trapista de Gethsemani. Em 1966 foi para a Europa onde viveu um ano, sobretudo em Paris. Em 1967, de volta ao Rio, foi morar no Hotel Bela Vista, em Santa Teresa. "Fui para uns dias apenas. Acabei passando dezessete anos e meses. Sempre no mesmo quarto, terceiro andar."
Publicou uma série de livros de memórias muito bem acolhidos pela crítica: O Nariz do Morto (1970 – Prêmio Jabuti de Literatura), O Anel (1972), O Livro de Antônio (1974) e Monsenhor (1975). “Villaça escreveu uma obra-prima, O Nariz do Morto, que foi saudado pela crítica como ponto alto de nossa memorialística, colocado acima de Joaquim Nabuco, de Gilberto Amado e de Pedro Nava. Na realidade, escrevia melhor do que todos eles, tivera apenas uma existência mais modesta, nada de espetacular em sua vida. [...] Poucos escrevam tão bem, tão limpamente e tão profundamente.” Voltou à Europa em 1972 para entrevistar Jacques Maritain para o Jornal do Brasil. Ensaísta, lançou em 1974 a História da Questão Religiosa e em 1975 O Pensamento Católico do Brasil. Seus estudos críticos foram publicados nos livros Encontros (1974), Literatura e Vida (1976), Tema e Voltas (1976) e Místicos, filósofos e poetas (1976). Apesar de não ter conseguido ingressar no sacerdócio, tornou-se um importante representante do pensamento católico brasileiro, com grande atuação no Centro Dom Vital, ao tempo em era dirigido por Alceu Amoroso Lima.
Foi membro do Conselho Estadual de Cultura do Rio de Janeiro de 1975 a 1983. Em 13 de maio de 1976 tomou posse no PEN Clube do Brasil, sucedendo Murilo Mendes. A 10 de agosto de 1977 tomou posse na Academia Fluminense de Letras. Em 1979 tornou-se vice-presidente do Pen Clube do Brasil, e a partir de junho de 1984 passou a morar num quarto na sede do clube, na Praia do Flamengo, que em seu livro Degustação denominou "o mirante do Flamengo", por causa da vista, e onde permaneceria até pouco antes de falecer: "E me debruço na varanda e olho o mar. Vejo Niterói, ao longe. Vejo a brancura de Icaraí. [...] Vejo a ponte Rio-Niterói.". Em 1981 recebeu o prêmio Estácio de Sá. Em 1982 visitou Portugal a convite de instituições portuguesas e tornou-se membro da Academia Brasileira de Arte. Em 1983 recebeu a Ordem das Palmas Acadêmicas da França. Cultivou também a literatura infantil em A descoberta do morro (1984). Em 21 de novembro de 1984 tomou posse como membro do Instituto Histórico e Geográfico Brasileiro. Em 1989 proferiu a conferência inaugural da Academia Brasileira de Filosofia, da qual foi membro fundador e secretário-geral.
Em 1998 publicou o Diário de Faxinal do Céu, sobre sua experiência na Universidade do Professor, projeto de qualificação de professores do governo do Paraná de que foi convidado a participar como conferencista. “Aqui, é tão tranquilo, tão sereno, tão quieto. Apenas o canto harmonioso dos pássaros. Apenas, E às vezes uns pássaros mais afoitos ou mais rápidos ou mais inquietos se chocam de repente contra o vidro fechado da janela. É quase um susto. E há os grilos, mais insistentes no inverno. E há a grande característicos silenciosa da mata.” Em 2003 recebeu o Prêmio Machado de Assis da Academia Brasileira de Letras pelo conjunto da obra. Faleceu em 29 de maio de 2005 na Casa São Luís no Caju. “Viveu modestamente e modestamente se foi. Enfrentou com paciência monástica privações e necessidades. Mas foi riquíssimo em amigos. Fez amizade com praticamente toda a literatura brasileira do século XX.” “Dono de gigabytes de memória, sabia de cor trechos de milhares dos livros que lera, desde os tempos de seminário e de suas passagens pelos claustros de algumas ordens monásticas que não chegaram a preencher totalmente o seu anseio de eternidade.” Sobre a missão do escritor, escreveu Villaça em carta a Edmílson Caminha: "Ser escritor é antes e acima de tudo uma posição diante da vida. Independentemente do ato de escrever. Uma opção. Uma escolha. Um estilo. Ser artista é não aliar-se nunca às forças poderosas deste mundo, é ser livre. É dizer não, non possumus, às forças do dinheiro, do poder, da mediocridade." Sobre o estilo literário de Antonio Carlos Villaça (do qual temos uma amostra adiante), escreveu Paulo Amador:

Pois é de natureza estritamente formal e literária a segunda diferença que há entre Villaça e o restante dos memorialistas: a frase. Em lugar dos aparatos que normalmente acompanham a revelação da memória política ou literária, a opção, consciente e artisticamente realizada, por um texto que lembra muito a harmoniosa simplicidade do cantochão. A frase nominal. Clara, De linha monofônica. Espiritualizada. Da utilização virtuosística do aposto histórico, através do qual Villaça encontra sempre um jeito de enfiar uma nova revelação, criando um fluxo de consciência que é transparente e ritmado, racionalmente marcado. O período composto predominantemente por coordenadas assindéticas, certamente para se afastar do estilo bíblico, da narrativa sagrada, que, como se sabe, articula-se com armação conjuncional.
Villaça também raramente recorre à solenidade das subordinações. Seu texto é estruturado por sintagmas virgulados, que se colam numa composição mais ampla, feita de estilhaços de matéria translúcida, colorida. Como se fosse o vitral de uma capela de mosteiro da Idade Média, por onde flui a variedade dos eventos de que participou ou presenciou, no contato com a literatura, o jornalismo, a religião.

## O Mosteiro de São Bento na descrição de Villaça
"Entrei para o mosteiro em dezembro, dia 7, às três horas da tarde, hora nona, hora da cruz de Jesus.
O mosteiro...
Fica numa colina entre o mar e a cidade. É um casarão de largas paredes, meio escondido no seu monte. Confunde-se com o panorama geral da cidade. Nem mesmo do mar, chegamos a vê-lo com nitidez gritante. Parece uma velha fortaleza meio abandonada, triste, lúgubre, corredores kafkianos. [...]
Porque os monges são cantores. Cantam. [...] No canto coral, se ocupam.
Na cela, apenas a cama, a mesinha de cabeceira, uma cadeira, um crucifixo, uns cabides na parede. Solidão da cela. Primeira noite fora do conforto. O bem-estar longe, longe, como se tudo fosse de pelo menos cem anos atrás, como se há cem anos eu estivesse no mosteiro, como se há cem anos é que tivesse andado pelo outro mundo, o mundo dos homens.
Não dormi a noite toda.
Parecia que eu era o cadáver de mim mesmo. [...]
Vi que éramos afinal uns pobres, uns diabos, uma coisa pífia, ronronante, ventres sentados, ajoelhados, ventres de pé — falando latim com Deus. Deus mudo, silêncio enigmático, senhor de nenhuma intimidade, lá do outro lado de não sei quê, imenso, onipotente, onipresente, onisciente, encarnado num rapaz oriental, que faleceu numa cruz aos trinta anos pouco mais ou menos e há dois mil anos quase etc.
Eu achava aquilo cada vez mais esquisito."

## Obras
- Perfil de um Estadista da República (Ensaio biográfico sobre o Barão do Rio Branco) (1945);
- Junqueira Freire (1962);
- O Nariz do Morto (1970);
- O Anel (1972);
- Encontros (1974);
- História da Questão Religiosa (1974);
- O Livro de Antonio (1974);
- Monsenhor (1975);
- O Pensamento Católico no Brasil (1975);
- Tema e Voltas (1975);
- Literatura e Vida (1976);
- Místicos, Filósofos e Poetas (1976);
- Rui, sua casa e seus livros, o ninho da Águia (1981);
- O Senador Cândido Mendes (1981);
- O Desafio da Liberdade : a vida de Alceu Amoroso Lima (1983);
- Manuel Bandeira: prosa (1983);
- A Descoberta do Morro (1983);
- Alceu Amoroso Lima (1984);
- Introdução a Debret (1989);
- Introdução a Rugendas (1984);
- O Duelo com o Ser (ensaio-entrevista de André Pestana) (1992);
- Os seios de Jandira (com André Pestana) (1993);
- Estudos para cada um dos romances de José Lins do Rego (1994);
- Degustação: Memórias (1994);
- Os Saltimbancos da Porciúncula (1996);
- Diário de Faxinal do Céu (1998);
- José Olympio: O Descobridor de Escritores (2001);
- O Livro dos Fragmentos (2005, póstumo);